# Имэнь
Имэ́нь (кит. упр. 易门, пиньинь Yìmén) — уезд городского округа Юйси провинции Юньнань (КНР).

## География
Имэнь расположен в центральной части провинции Юньнань. В лесной местности уезда встречаются кочевые азиатские слоны.

## История
Уезд был создан в 1276 году, после завоевания Дали монголами и вхождения этих мест в состав империи Юань. Сначала он входил в состав Куньянской области (昆阳州), а при империи Цин с 1725 года стал подчиняться напрямую властям провинции.
После вхождения провинции Юньнань в состав КНР в 1950 году был образован Специальный район Юйси (玉溪专区), и уезд вошёл в его состав. В 1958 году уезд был присоединён к Имэньскому горнодобывающему району (易门矿区), но в 1959 году воссоздан. В 1970 году Специальный район Юйси был переименован в Округ Юйси (玉溪地区).
В 1997 году округ Юйси был преобразован в городской округ.

## Население
В уезде преобладают ханьцы и представители народа и.

## Административное деление
Уезд делится на два уличных комитета, один посёлок, две волости и три национальные волости.
Уличные комитеты
- Лунцюань (Longquan, 龙泉街道)
- Люцзе (Liujie, 六街街道)

Посёлок
- Шицзы (Shizi, 柿子镇)

Волости
- Лучжи (Luzhi, 绿汁镇)
- Сяоцзе (Xiaojie, 小街乡)

Национальные волости
- Пубэй И (Pubei Yi, 浦贝彝族乡)
- Тунчан И (Tongchang Yi, 铜厂彝族乡)
- Шицзе И (Shijie Yi, 十街彝族乡)

## Транспорт
Через территорию уезда проходят автомагистрали G56 (Ханчжоу — Жуйли), G357 (Чжанчжоу — Лушуй), S39 и S314.
В 2022 году был сдан в эксплуатацию 798-метровый автомобильный восьмиполосный мост над рекой Люйчжицзян, соединивший между собой уезды Имэнь и Шуанбай.